# 水野忠恒 (法学者)
水野 忠恒（みずの ただつね、1951年〈昭和26年〉6月25日 - ）は、日本の法学者（租税法）。学位は、博士（法学）（東京大学・1994年）。一橋大学名誉教授。明治大学経営学部教授。2022年からは岡山商科大学の大学院特任教授。東北大学法学部教授、早稲田大学法学部教授、一橋大学法学部教授、租税法学会理事長などを歴任した。紫綬褒章受章。

## 概要
東京都出身の法学者である。金子宏の教え子にあたり、租税法を専門とする。租税法学会の理事長を務め、「租税法の権威」と評される。東北大学教授、早稲田大学教授、一橋大学教授、明治大学教授などを歴任して教鞭を執り、政府税制調査会特別委員や財務省関税等不服審査会委員など公職を歴任した。ゼミの教え子に国連開発計画環境専門官の大塚玲奈、国立市長の濵﨑真也など。

## 来歴

### 生い立ち
東京都出身。1969年3月、武蔵高等学校を卒業。東京大学法学部にて、金子宏の門下となる。1975年3月、東京大学法学部第一類私法コースを卒業。また、1994年12月、博士論文「アメリカ法人税の法的構造」にて、東京大学より博士（法学）を取得。

### 研究者として
大学卒業後の1975年、東京大学法学部の助手となる。1978年より、東北大学法学部の助教授として租税法を講じる。その間、1982年から1984年にかけて、ハーバード大学ハーバード・ロー・スクールのインターナショナルタックスプログラム、および、カリフォルニア大学バークレー校ロースクールに留学する。1992年、東北大学法学部の教授に昇任する。1994年、早稲田大学法学部の教授に就任。1997年、一橋大学法学部の教授に就任。1999年、一橋大学大学院法学研究科の教授となる。2004年より、一橋大学大学院の法学研究科にて法務専攻（法科大学院）を担当する教授となる。そのほか、東京大学先端科学技術研究センターの客員教授、拓殖大学の大学院商学研究科の客員教授、税務大学校の客員教授、成蹊大学の法科大学院の非常勤講師なども務めた。その後、明治大学に転じ、経営学部の教授に就任する。
租税法学会の理事長で、政府税制調査会の委員を務めた明治大学経営学部教授の水野忠恒ではあったが、2012年、同学会が発行する学術誌に掲載した論文内で、本山美彦・大阪産業大学学長のブログ記事を無断で転用していたことが発覚。水野は無断転用を認めて本山学長や学会員らに謝罪、学術誌も回収した。尚、この一件により、水野は理事長職も辞任した。
2022年から、水野は岡山商科大学の大学院特任教授として就任している。

## 家族・親族
沼津藩主水野家の末裔の父・忠文と、紀伊田辺藩主安藤家の末裔の母・章子の間に二男として生まれた。そのため、同名の大名水野忠恒の末裔にあたる。水野一族の菩提寺は小石川の真珠院。

## 経歴
- 1969年 - 武蔵高等学校卒業。
- 1975年 - 東京大学法学部卒業。
- 1975年 - 東京大学法学部助手。
- 1978年 - 東北大学法学部助教授。
- 1992年 - 東北大学法学部教授。
- 1994年 - 早稲田大学法学部教授。
- 1997年 - 一橋大学法学部教授。
- 1999年 - 一橋大学大学院法学研究科教授。
- 2012年 - 明治大学経営学部教授。
- 2015年 - 一橋大学名誉教授。[4]

## 栄典
- 2010年 - 紫綬褒章[5]
- 2024年 - 瑞宝中綬章[6][7]

## 学会活動
- 租税法学会理事長
- 2007年 第61回国際租税協会（International Fiscal Association）年次総会財務委員長

## 社会的活動
- 2007年 内閣府公益認定等委員会委員
- 2005年1月6日から 国税庁国税審議会委員
  - 国税審査分科会分科会長
  - 税理士分科会委員
  - 酒類分科会委員
- 1994年4月から 政府税制調査会特別委員
- 1997年4月から 政府税制調査会委員
- 政府税制調査会特別委員
  - 調査分析部会委員
  - 2000年には法人課税小委員会の委員長として組織再編税制の導入に関わった。
  - 非営利法人課税ワーキンググループ座長
  - 1998年9月5日から13日 税調委員海外調査
    - フランスの職業税、ドイツの営業税の調査、オーストリアの賃金総額税を調査。石弘光会長及び事務局の大蔵省主税局斎須朋之、自治省税務局の川窪俊広と同行。フランスではフランス経済・財政・産業省、パリ商工会議所、フランス内務省、フィリップ・マリニ（元老院（フランス）議員兼コンピエーニュ市長）、パリ市に訪問。ドイツではドイツ連邦財務省、商工会議所、ノルトライン＝ヴェストファーレン州内務府に訪問。オーストリアでは連邦財務省、ウィーン州税務局に訪問。

  - 2002年4月8日 帯広市で開かれた地方公聴会「税についての対話集会」に出席。
- 財務省関税等不服審査会委員委員
  - 関税・知的財産分科会分科会長
- 財務省関税・外国為替等審議会関税分科会専門委員
- 環境省中央環境審議会総合政策・地球環境合同部会地球温暖化税制専門委員会委員
- 2007年 総務省ふるさと納税研究会委員
- 2000年 国税庁申告手続の電子化等に関する研究会座長
- 内閣府M&A研究会委員
- 財団法人資産評価システム研究センター地方税における資産課税のあり方に関する調査研究委員会委員
- 2002年 財団法人自治総務センター地方税における法定外目的税の活用方策に関する調査研究委員会委員
- 新司法試験考査委員（租税法）
- 公認会計士試験委員（租税法）

## 編著書
- 『アメリカ法人税の法的構造 法人取引の課税理論』有斐閣、1988年4月。ISBN 978-4641047716。
- 『消費税の制度と理論』弘文堂〈租税法研究双書 1〉、1989年12月。ISBN 978-4335320514。
- 『サービス貿易と課税問題 消費課税を中心として』総合研究開発機構〈NIRA研究叢書 No.900065〉、1990年7月。ISBN 978-4795500242。
- 金子宏、水野忠恒、中里実編 編『租税判例百選』（第3版）有斐閣〈別冊ジュリスト判例百選 120〉、1992年12月。ISBN 978-4641114203。
  - 金子宏、水野忠恒、中里実編 編『租税判例百選』（第4版）有斐閣〈別冊ジュリスト判例百選 178〉、2005年10月。ISBN 978-4641114784。
  - 金子宏、水野忠恒、中里実編 編『租税判例百選』（第5版）有斐閣〈別冊ジュリスト判例百選 207〉、2011年12月。ISBN 978-4641115071。
- 『現代法の諸相』放送大学教育振興会〈放送大学教材 83285-1-9511〉、1995年3月。ISBN 978-4595832857。
  - 『現代法の諸相』放送大学教育振興会〈放送大学教材 53605-1-9911〉、1999年3月。ISBN 978-4595536069。
- 『国際課税の理論と課題』税務経理協会〈21世紀を支える税制の論理 第4巻〉、1995年7月。ISBN 978-4419023942。
  - 『国際課税の理論と課題』税務経理協会〈21世紀を支える税制の論理 第4巻〉、2005年2月。ISBN 978-4419042585。
- 水野忠恒、中里実、日進会『金融ビッグバンと税理士の役割』中央経済社、1998年11月。ISBN 978-4502769849。
- 水野忠恒、中里実、日進会『21世紀の税理士事務所』（改訂版）税務経理協会、1999年8月。ISBN 978-4419033392。
- 『国際課税の制度と理論 国際租税法の基礎的考察』有斐閣、2000年11月。ISBN 978-4641904071。
- 『租税法』有斐閣〈法律学大系〉、2003年4月。ISBN 978-4641007963。
  - 『租税法』（第2版）有斐閣〈法律学大系〉、2005年4月。ISBN 978-4641007994。
  - 『租税法』（第3版）有斐閣〈法律学大系〉、2007年4月。ISBN 978-4641008021。
  - 『租税法』（第4版）有斐閣、2009年4月。ISBN 978-4641130579。
  - 『租税法』（第5版）有斐閣、2011年4月。ISBN 978-4641130951。
- 『所得税の制度と理論 「租税法と私法」論の再検討』有斐閣、2006年3月。ISBN 978-4641129900。
- 『租税行政の制度と理論』有斐閣、2011年12月。ISBN 978-4641131118。
- 『大系租税法』中央経済社、2015年12月。ISBN 978-4502152016。
  - 『大系租税法』（第2版）中央経済社、2018年1月。ISBN 978-4502251412。
  - 『大系租税法』（第3版）中央経済社、2021年2月。ISBN 978-4502370816。
  - 『大系租税法』（第4版）中央経済社、2023年1月。ISBN 978-4502445613。
- 『テキストブック租税法』中央経済社、2016年4月。ISBN 978-4502183614。
  - 『テキストブック租税法』（第2版）中央経済社、2018年9月。ISBN 978-4502282911。
  - 『テキストブック租税法』（第3版）中央経済社、2022年4月。ISBN 978-4502405310。